# Cuscuta werdermannii
Cuscuta werdermannii är en vindeväxtart som beskrevs av A. T. Hunziker. Cuscuta werdermannii ingår i släktet snärjor, och familjen vindeväxter. Inga underarter finns listade i Catalogue of Life.